# Lijst van voetbalinterlands Ethiopië - Kenia
Deze lijst van voetbalinterlands is een overzicht van alle officiële voetbalwedstrijden tussen de nationale teams van Ethiopië en Kenia. De landen hebben tot op heden 31 keer tegen elkaar gespeeld. De eerste wedstrijd, een kwalificatiewedstrijd voor de Afrika Cup 1962, vond plaats op 8 april 1961 in Addis Abeba. Het laatste duel, een kwalificatiewedstrijd voor de Afrika Cup 2019, werd gespeeld in Nairobi op 14 oktober 2018.

## Wedstrijden
| №  | Plaats        | Datum            | Competitie                                        | Wedstrijd        | Uitslag |
| -- | ------------- | ---------------- | ------------------------------------------------- | ---------------- | ------- |
| 1  | Addis Abeba   | 8 april 1961     | Afrika Cup 1962 kwalificatie                      | Ethiopië − Kenia | 6 − 1   |
| 2  | Addis Abeba   | 30 april 1961    | Afrika Cup 1962 kwalificatie                      | Kenia − Ethiopië | 5 − 4   |
| 3  | Addis Abeba   | 31 december 1967 | Vriendschappelijk                                 | Ethiopië − Kenia | 2 − 0   |
| 4  | Addis Abeba   | 29 november 1970 | Afrika Cup 1972 kwalificatie                      | Ethiopië − Kenia | 0 − 1   |
| 5  | Nairobi       | 15 december 1970 | Afrika Cup 1972 kwalificatie                      | Kenia − Ethiopië | 2 − 0   |
| 6  | Addis Abeba   | 15 april 1981    | Vriendschappelijk                                 | Ethiopië − Kenia | 0 − 0   |
| 7  | Addis Abeba   | 20 maart 1983    | Vriendschappelijk                                 | Ethiopië − Kenia | 2 − 2   |
| 8  | Addis Abeba   | 22 maart 1983    | Vriendschappelijk                                 | Ethiopië − Kenia | 0 − 0   |
| 9  | Nairobi       | 15 november 1983 | CECAFA Cup 1983                                   | Kenia − Ethiopië | 2 − 0   |
| 10 | Nairobi       | 8 december 1983  | Vriendschappelijk                                 | Kenia − Ethiopië | 0 − 0   |
| 11 | Nairobi       | 10 december 1983 | Vriendschappelijk                                 | Kenia − Ethiopië | 0 − 1   |
| 12 | Nairobi       | 12 december 1983 | Vriendschappelijk                                 | Kenia − Ethiopië | 2 − 1   |
| 13 | Nairobi       | 13 oktober 1984  | WK 1986 kwalificatie                              | Kenia − Ethiopië | 2 − 1   |
| 14 | Addis Abeba   | 28 oktober 1984  | WK 1986 kwalificatie                              | Ethiopië − Kenia | 3 − 3   |
| 15 | Addis Abeba   | 20 december 1987 | CECAFA Cup 1987                                   | Ethiopië − Kenia | 2 − 1   |
| 16 | Kampala       | 9 december 1995  | CECAFA Cup 1995                                   | Kenia − Ethiopië | 2 − 1   |
| 17 | Addis Abeba   | 31 januari 1999  | Vriendschappelijk                                 | Ethiopië − Kenia | 2 − 2   |
| 18 | Kigali        | 22 december 2001 | CECAFA Cup 2001                                   | Kenia − Ethiopië | 1 − 2   |
| 19 | Addis Abeba   | 22 december 2004 | CECAFA Cup 2004                                   | Ethiopië − Kenia | 2 − 2   |
| 20 | Addis Abeba   | 11 augustus 2006 | Vriendschappelijk                                 | Ethiopië − Kenia | 1 − 0   |
| 21 | Addis Abeba   | 13 augustus 2006 | Vriendschappelijk                                 | Ethiopië − Kenia | 1 − 0   |
| 22 | Nairobi       | 5 december 2009  | CECAFA Cup 2009                                   | Kenia − Ethiopië | 2 − 0   |
| 23 | Addis Abeba   | 18 augustus 2010 | Vriendschappelijk                                 | Ethiopië − Kenia | 0 − 3   |
| 24 | Dar es Salaam | 2 december 2010  | CECAFA Cup 2010                                   | Ethiopië − Kenia | 2 − 1   |
| 25 | Dar es Salaam | 30 november 2011 | CECAFA Cup 2011                                   | Ethiopië − Kenia | 0 − 2   |
| 26 | Kampala       | 30 november 2012 | CECAFA Cup 2012                                   | Kenia − Ethiopië | 3 − 1   |
| 27 | Nairobi       | 27 november 2013 | CECAFA Cup 2013                                   | Kenia − Ethiopië | 0 − 0   |
| 28 | Bahir Dar     | 21 juni 2015     | African Championship of Nations 2016 kwalificatie | Ethiopië − Kenia | 2 − 0   |
| 29 | Nairobi       | 4 juli 2015      | African Championship of Nations 2016 kwalificatie | Kenia − Ethiopië | 0 − 0   |
| 30 | Bahir Dar     | 10 oktober 2018  | Afrika Cup 2019 kwalificatie                      | Ethiopië − Kenia | 0 − 0   |
| 31 | Nairobi       | 14 oktober 2018  | Afrika Cup 2019 kwalificatie                      | Kenia − Ethiopië | 3 − 0   |

## Samenvatting
| Competitie                                   | Totaal gespeeld | Winst Ethiopië | Gelijk | Winst Kenia | Doelsaldo Ethiopië – Kenia |
| -------------------------------------------- | --------------- | -------------- | ------ | ----------- | -------------------------- |
| WK-kwalificatie                              | 2               | 0              | 1      | 1           | 4 − 5                      |
| Afrika Cup-kwalificatie                      | 6               | 1              | 1      | 4           | 10 − 12                    |
| African Championship of Nations-kwalificatie | 2               | 1              | 1      | 0           | 2 − 0                      |
| CECAFA Cup                                   | 10              | 3              | 2      | 5           | 10 − 16                    |
| Vriendschappelijk                            | 11              | 4              | 5      | 2           | 10 − 9                     |
| Totaal                                       | 31              | 9              | 10     | 12          | 36 − 42                    |

Wedstrijden bepaald door strafschoppen worden, in lijn met de FIFA, als een gelijkspel gerekend.
EFF · 
A-internationals · 
Ethiopisch vrouwenelftal · Olympisch elftal
1940 – 1949 · 
1950 – 1959 · 
1960 – 1969 · 
1970 – 1979 · 
1980 – 1989 · 
1990 – 1999 · 
2000 – 2009 · 
2010 – 2019 ·
2020 − 2029
Algerije ·
Angola ·
Benin ·
Botswana ·
Burkina Faso ·
Burundi ·
Centraal-Afrikaanse Republiek ·
Comoren ·
Congo-Brazzaville ·
Congo-Kinshasa ·
Djibouti ·
Egypte ·
Ghana ·
Griekenland ·
Guinee ·
Guinee-Bissau ·
Guyana ·
Israël ·
Ivoorkust ·
Jemen ·
Joegoslavië ·
Kaapverdië ·
Kameroen ·
Kenia ·
Lesotho ·
Liberia ·
Libië ·
Madagaskar ·
Malawi ·
Mali ·
Marokko ·
Mauritanië ·
Mauritius ·
Mozambique ·
Namibië ·
Niger ·
Nigeria ·
Oeganda ·
Rwanda ·
Sao Tomé en Principe ·
Senegal ·
Seychellen ·
Sierra Leone ·
Soedan ·
Somalië ·
Tanzania ·
Togo ·
Tsjaad ·
Tunesië ·
Turkije ·
Zambia ·
Zimbabwe ·
Zuid-Afrika ·
Zuid-Jemen ·
Zuid-Soedan
KFF · Selecties · Keniaans vrouwenelftal
1926 – 1939 · 
1940 – 1949 · 
1950 – 1959 · 
1960 – 1969 · 
1970 – 1979 · 
1980 – 1989 · 
1990 – 1999 · 
2000 – 2009 · 
2010 – 2019 ·
2020 − 2029
Algerije ·
Angola ·
Australië ·
Bahrein ·
Botswana ·
Burkina Faso ·
Burundi ·
Centraal-Afrikaanse Republiek ·
China ·
Comoren ·
Congo-Brazzaville ·
Congo-Kinshasa ·
Djibouti ·
Egypte ·
Equatoriaal-Guinea ·
Eritrea ·
Ethiopië ·
Gabon ·
Gambia ·
Ghana ·
Guinee ·
Guinee-Bissau ·
India ·
Indonesië ·
Irak ·
Iran ·
Ivoorkust ·
Jemen ·
Jordanië ·
Kaapverdië ·
Kameroen ·
Koeweit ·
Lesotho ·
Liberia ·
Libië ·
Madagaskar ·
Malawi ·
Maleisië ·
Mali ·
Marokko ·
Mauritanië ·
Mauritius ·
Mozambique ·
Namibië ·
Nieuw-Zeeland ·
Nigeria ·
Oeganda ·
Oman ·
Pakistan ·
Qatar ·
Rusland ·
Rwanda ·
Senegal ·
Seychellen ·
Sierra Leone ·
Soedan ·
Somalië ·
Swaziland ·
Taiwan ·
Tanzania ·
Thailand ·
Togo ·
Trinidad en Tobago ·
Tunesië ·
Verenigde Arabische Emiraten ·
Zambia ·
Zimbabwe ·
Zuid-Afrika ·
Zuid-Korea ·
Zuid-Soedan ·
Zwitserland